# Migdiada del cafè

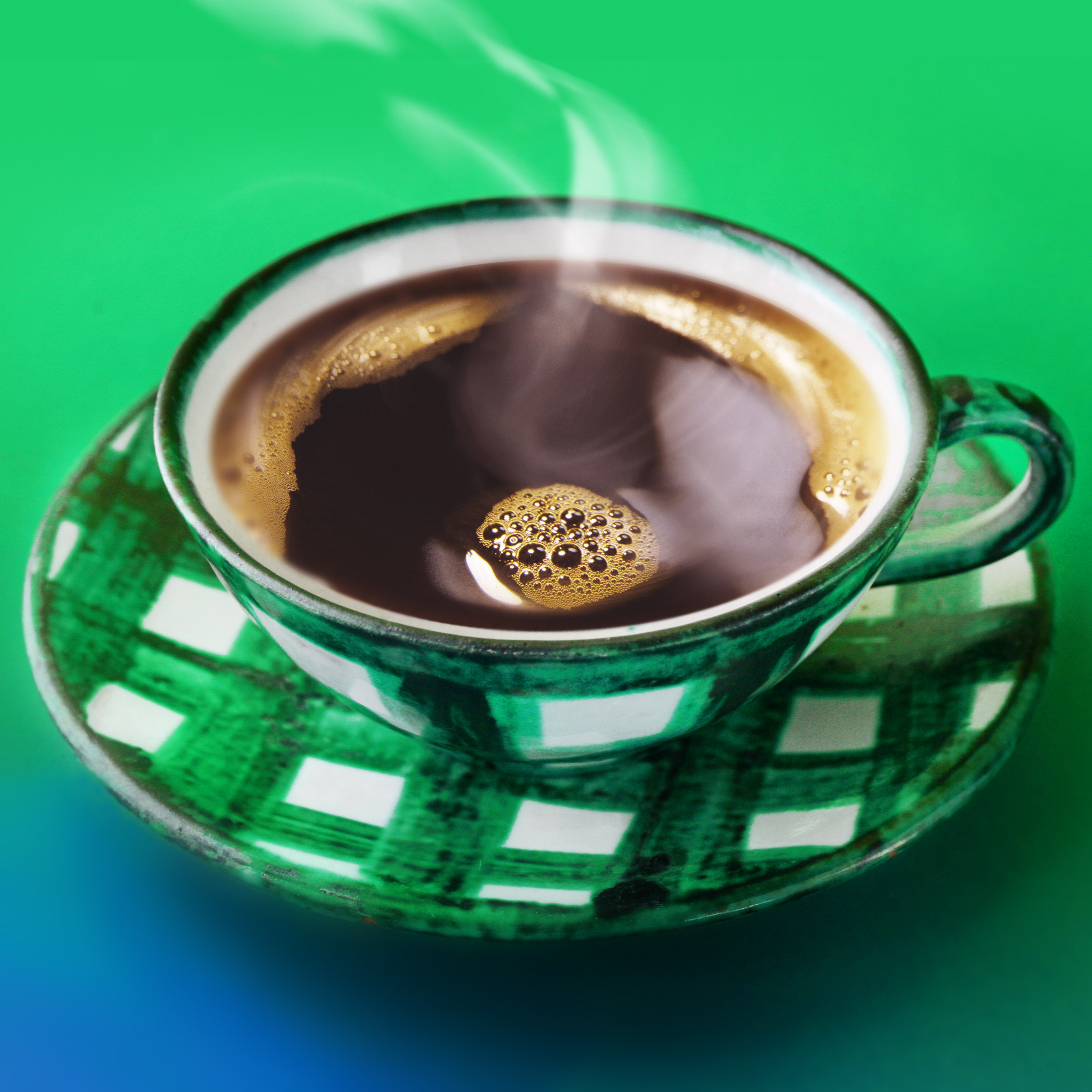
Fer una migdiada de 15 minuts després de beure una tassa de cafè

Una migdiada del cafè (en anglès coffee nap o caffeine nap, coneguda ocasionalment com a nappuccino) és un període breu de son que s'allarga aproximadament 15-20 minuts i que ve precedit per beure una beguda amb un cert grau de cafeïna com el cafè o te. Permet combatre la somnolència diürna. Alguns estudis suggereixen que les migdiades del cafè són més eficaces que les migdiades tradicionals en la mesura que milloren l'estat d'alerta i el funcionament cognitiu, després de la migdiada. També suggereixen que la combinació de cafeïna i una breu migdiada ajuda al cos a desfer-se dels compostos químics que indueixen el son com l'adenosina. La persona està completament desperta després de la migdiada, atès que el cos triga uns 20 minuts a respondre a la cafeïna fet que comporta que la cafeïna no interfereixi amb la pròpia migdiada. Un article titlla aquest tipus de migdiada com una "injecció doble d'energia", donat que cal sumar l'impuls estimulant de la cafeïna amb el millor estat d'alerta de la migdiada. S'ha estudiat com responen les persones que han estat privades de son a la conducció de vehicles, després d'una migdiada del cafè. Tanmateix, encara no s'ha estudiat en poblacions d'edat avançada.